# Hyddwn
Nella mitologia gallese Hyddwn (dal gallese hydd, "cervo") è uno dei tre figli di Gwydion e Gilfaethwy, nipoti di Math fab Mathonwy.
Nel Quarto Ramo del Mabinogion Gilgaethwy rapisce Goewin con l'aiuto di Gwydion. Come punizione Math li condanna a trasformarsi per tre anni in tre coppie di animali: una coppia di cervi il primo anno, una coppia di maiali il secondo anno e una coppia di lupi il terzo anno. Da ogni coppia nasce un figlio che viene inviato da Math che li trasforma in umani e gli dà nome: Hyddwn, Hychddwn e Bleiddwn. 